# Parliament House (Wellington)

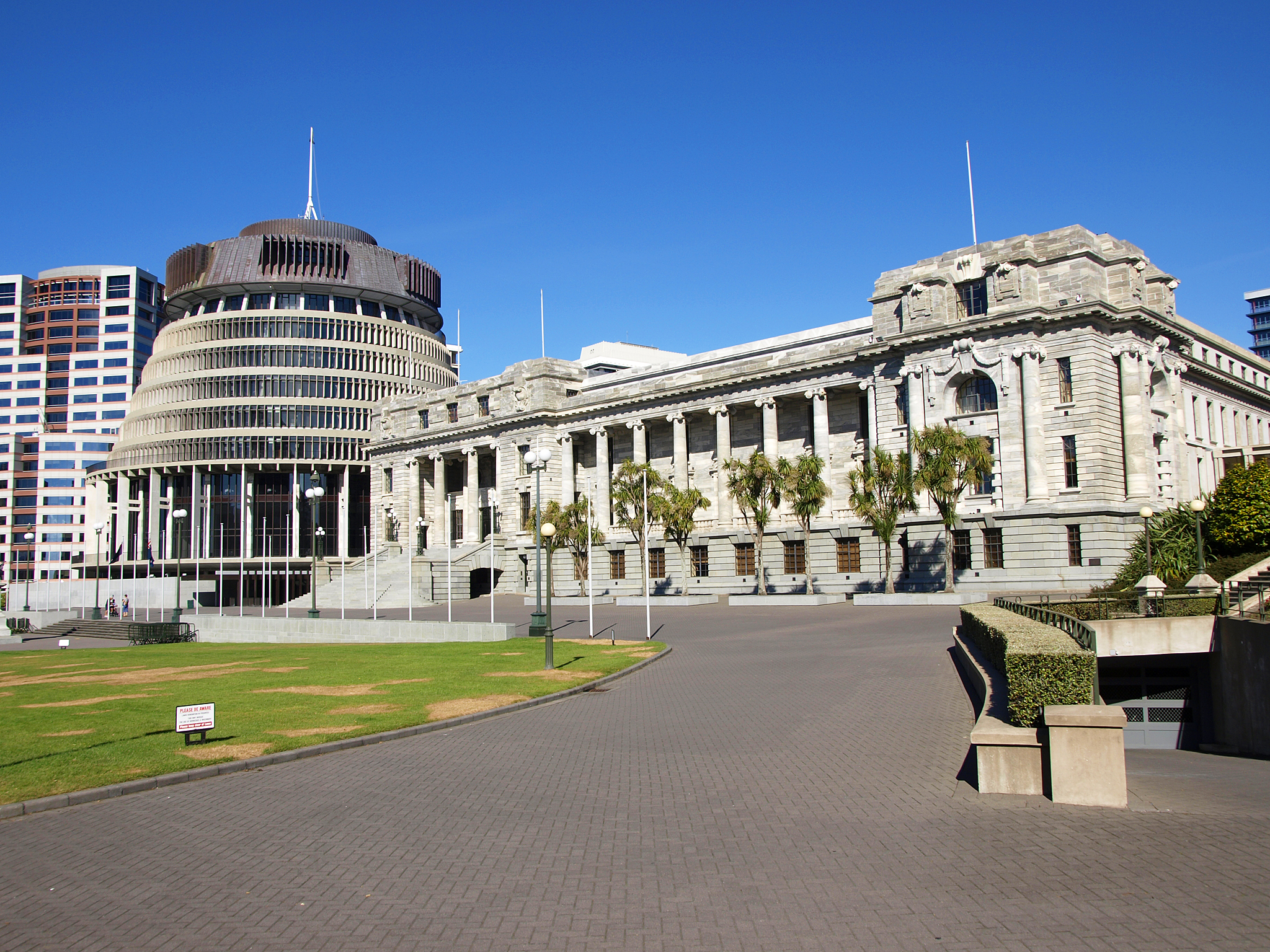
Parliament House (rechtes Gebäude)

Das Parliament House in Wellington, Neuseeland, ist das Gebäude, in dem seit 1918 das neuseeländische Parlament tagt.

## Geographie
Das Parliament House befindet sich im Wellingtoner Stadtteil Thorndon, auf dem Gelände zwischen Hill Street, Molesworth Street, Lambton Quay, Bowen Street und Museum Street, zwischen dem Beehive und der Parliamentary Library, direkt an der Museum Street liegend. Die Vorderseite des Gebäudes ist dem davorliegenden Park und der Molesworth Street zugewandt.

## Das Gebäude
Das Parliament House hat eine Grundfläche von rund 74 m mal 74 m und ist ca. 23 m hoch. An der linken Seite des vorderen Teils des Gebäudes befindet sich der nach einem 34-stufigen Aufgang erreichbare, mit vier Säulen geschmückte Haupteingang. Dieser Teil hätte nach der ursprünglichen Planung eigentlich der mittlere Teil des Gebäudes  werden sollen. Der linke Flügel des Gebäudes wurde aber nie realisiert. Auch die Kuppel über dem Eingang wurde nie errichtet. Nach rechts weiter verlaufend fallen die acht frei stehenden Säulen bis zum massiven Eckbau des Gebäudes auf. Die Fassade des Gebäudes insgesamt, wirkt durch seine massive Bauweise und seiner quaderförmigen Struktur der Außenwände und der Verwendung von Marmor und Granit etwas erhaben und ein wenig monumental. Der Baustil entspricht dem neoklassischen Edwardian-Stil (Zeitalter Eduards VII.) seiner Zeit.

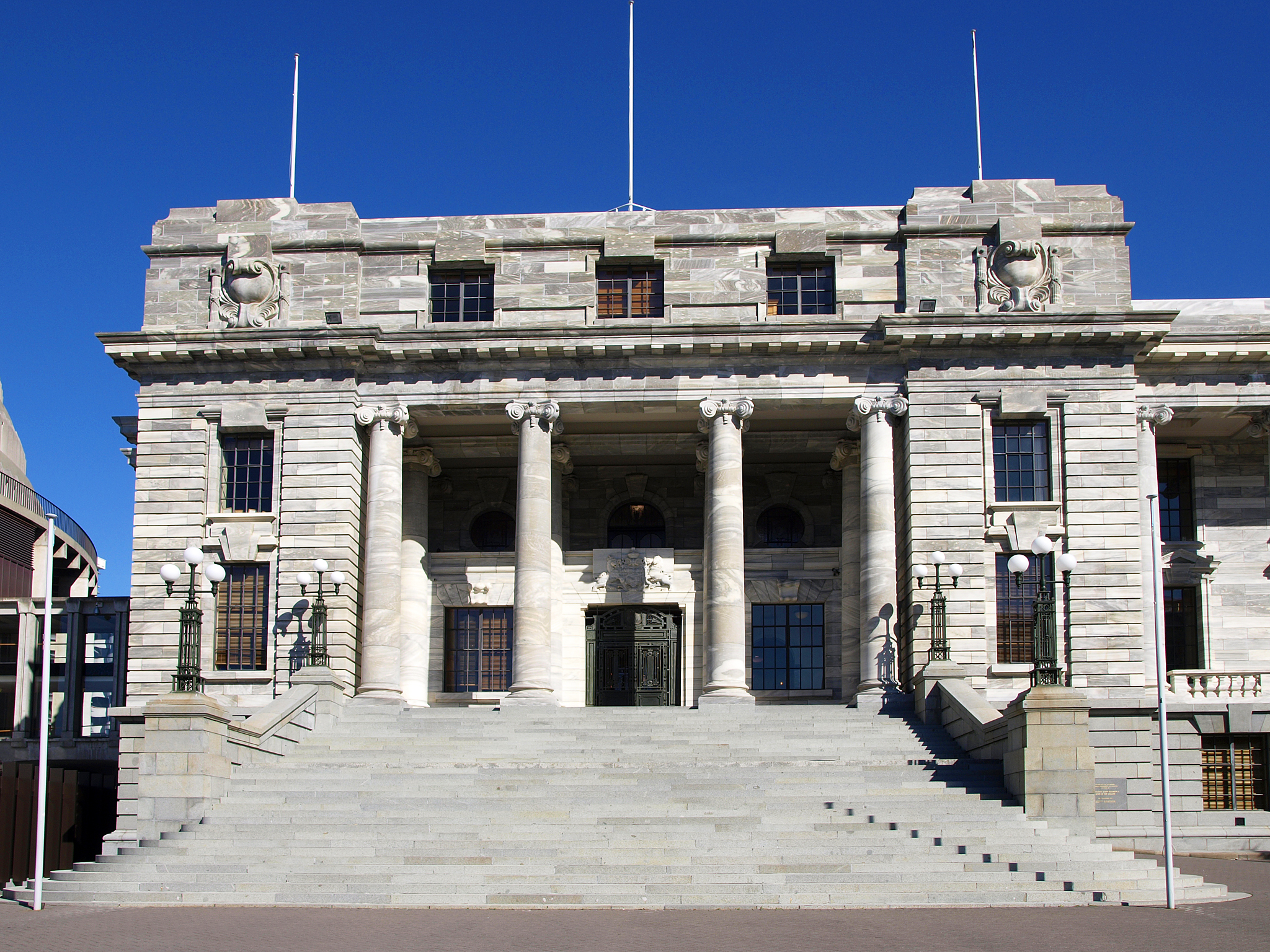
Eingang am Parliament House

Das bei der Grundsteinlegung 1912 gelegte Fundament bestand aus einer Mischung aus Kies und Zement, auf dem dann später das Gebäude errichtet wurde. Als man in den 1980er Jahren  feststellte, dass der Zustand des Gebäudes sich verschlechtert hatte und auf Grund der Tatsache, dass die Wellington Fault, eine tektonisch bedingte Verwerfung, lediglich 400 m an dem Gebäude vorbei verläuft und das Gebäude einem größeren Erdbeben mit Sicherheit nicht Stand halten würde, entschloss man sich, zeitgleich mit einer Renovierung das Fundament vom Grund abzuheben und das gesamte Gebäude auf dämpfende Gummilager zu setzen. Zudem hatte das Department of Scientific and Industrial Research errechnet, dass ein Erdbeben der Stärke 7,5 auf der nach oben offenen Richterskala in der Wellington Fault alle 500 bis 600 Jahre auftreten kann und das letzte Erdbeben dieser Größenordnung bereits rund 350 Jahre zurücklag. Damit stieg die Wahrscheinlichkeit eines größeren Erdbebens, das das Parliament House zerstören könnte, in den verbleibenden 150 Jahren auf 10 bis 50 %.
So begann man in jeweils 4 Meter Abstand zwischen dem Betonboden des Gebäudes und dem Fundament neue 7 Tonnen schwere Betonblöcke mit den jeweils darauf befindlichen Schwingungsdämpfern aus Gummi einzusetzen. Zusammen mit dem nebenstehenden Gebäude der Parliamentary Library verbaute man so insgesamt 417 Dämpfer, die entsprechend ihrer Auslegung ein Beben bis zu der Stärke MM 7 auf der Mercalliskala ohne jegliche Schäden am Gebäude abfedern können. Bis MM 8 soll das Gebäude ohne strukturelle Schäden ein Beben überstehen. Bei einem denkbaren Erdbeben für die Region in und um Wellington der Stärke MM 9, könnten leichte nicht strukturelle Schäden erwartet werden und bei der Stärke MM 10, die zwischen 500 und 600 Jahre zu erwarten wäre, geben die Experten an, dass das Gebäude wohl leichte strukturelle, sowie größere nicht strukturelle Schäden erhalten würde, aber das Gebäude in seiner Substanz erhalten bliebe.

## Geschichte
Als 1865 der Sitz des Parlamentes und der Regierung von Auckland nach Wellington verlegt wurde, zog das Parlament in ein im Jahr 1857–58 von dem damaligen Wellington Provincial Council an der Ecke Molesworth Street und Hill Street errichtetes Gebäude aus Holz. In den 1870er Jahren wurde das viel zu klein geratene Gebäude von dem neuseeländischen Architekten William Clayton und in den 1880er Jahren von Thomas Turnbull umgebaut und erheblich erweitert. Doch 1907 brannte das Gebäude nieder und das Parlament musste vorübergehend in das heute als Old Government House bezeichnete Gebäude der Regierung umziehen.
Um einen Ersatz für das zerstörte Gebäude und das beste Design dafür zu finden, rief im Februar 1911 der damalige Prime Minister Joseph Ward einen Wettbewerb aus. 33 Entwürfe wurden eingereicht. John Campbell, Architekt der Regierung, gewann den Wettbewerb und man entschied sich, gemeinsame Elemente seiner erstplatzierten und viertplatzierten Entwürfe für das zu errichtende Gebäude zu verbinden. Doch von Beginn an waren die Kosten ein großes Problem. Die Grundsteinlegung fand im März 1912 auf dem schon im Jahr 1910 präparierten Parlamentsgelände statt. Doch der Beginn des Baus verzögerte sich durch den im Juli 1912 neu gewählten Prime Minister William Massey, der von dem Bauvorhaben nicht überzeugt war. So begann man mit dem eigentlichen Bau erst Anfang 1914, aber ohne den ursprünglich geplanten Kuppelbau und die Dachverzierungen.
In der ersten Bauphase wurden die Kammern für das Unterhaus und das Oberhaus, sowie die benötigten Büros errichtet und erst 1922 mit erheblichen Verzögerungen fertig gestellt. Die Beteiligung Neuseelands am Zweiten Weltkrieg führte zum Mangel an Material und Arbeitskräften und auch die ursprünglich geplante Verwendung des Tākaka-Marmors, der unerwartet schwierig zu finden war, führte zu den Bauverzögerungen. Das Parlament hingegen, das unter den zu beengten Platzverhältnissen im Old Government Building litt und dringendst neue Räumlichkeiten benötigte, zog bereits Ende 1918 in das noch unfertige Gebäude.
Der für die zweite Bauphase geplante Teil für die Regierung, die Bibliothek und das Bellamy's, eine Art Restaurant und Bar für die Regierung und die Parlamentsmitglieder, in dem auch Alkohol ausgeschenkt werden durfte, wurde nie mehr in Angriff genommen und so blieb das Gesamtgebäude, bezogen auf seine ursprünglichen Baupläne, unvollendet. 1943 wurden auf dem Dach noch ein sogenanntes Penthouse Office für das Prime Minister Department und Räume für das Kabinett eingerichtet, aber im Wesentlichen blieb das Parliament House bis auf die Renovierung und Umbau des Fundamentes von 1992 an bis 1995 in seiner Grundstruktur bis heute unverändert. Von außen nicht wahrnehmbar, wurde während der Renovierungsarbeiten das Fundament zusammen mit dem Fundament der Parliamentary Library auf 417 Gummilager gesetzt. Ziel dieser Maßnahme war die Erdbebensicherheit des seit dem 20. Juli 1989 als denkmalgeschützt registrierten Gebäudes zu erhöhen.
Nach Abschluss der Renovierungsarbeiten wurde das Gebäude von Queen Elizabeth II. bei ihrem Besuch 1995 in Neuseeland feierlich öffentlich eingeweiht.